# Joan Castelló (organista)
Joan Castelló (? - ?) va regir el magisteri de l'orgue de la catedral de Girona entre 1525 i 1527. François-joseph Fétis en la seva Biographie universelle des musiciens (1833-1844) afirmava que Mateu Fletxa oncle s'havia format a Barcelona sota el mestratge de Joan Castelló. Tanmateix, la presència documentada de Jaume Castelló, cantor de la capella reial de Joan II, a Barcelona durant el darrer terç del segle xv, sembla decantar vers aquest darrer la responsabilitat d'aquell magisteri.